# Йедличка, Михал
Михал Йедличка (чеш. Michal Jedlička, 19 сентября 1973, Чехословакия) — чешский ориентировщик, призёр чемпионата мира и Европы по спортивному ориентированию.
Первый успех на международном уровне пришёл к Михалу в 1996 году, когда он стал бронзовым призёром на короткой дистанции на чемпионате мира среди студентов.
В 1999 году участвовал в чемпионате мира среди военнослужащих, проходившем в столице Хорватии Загребе, где занял второе место на классической дистанции.
В 2000 году на возобновившемся чемпионате Европы Йедличка в составе эстафетной команды (Владимир Лучан, Михал Йедличка и Рудольф Ропек) завоевал серебряные медали.
В том же 2000 году на чемпионате мира среди военнослужащих снова стал призёром на классической дистанции.
На чемпионате мира 2001 года, проходившем в финском Тампере, завоевал бронзовые медали в эстафете.